# تكية جوستان (طالقان)
تكية جوستان هي قرية في مقاطعة طالقان، إيران. يقدر عدد سكانها بـ 8 نسمة بحسب إحصاء 2016.